# Mixodusa
Mixodusa is een geslacht van rechtvleugeligen uit de familie sabelsprinkhanen (Tettigoniidae). De wetenschappelijke naam van dit geslacht is voor het eerst geldig gepubliceerd in 1994 door Stolyarov.

## Soorten
Het geslacht Mixodusa omvat de volgende soorten:
- Mixodusa bocquilloni Uvarov, 1917
- Mixodusa siazovi Uvarov, 1930